# شرکت سی‌بی‌اس

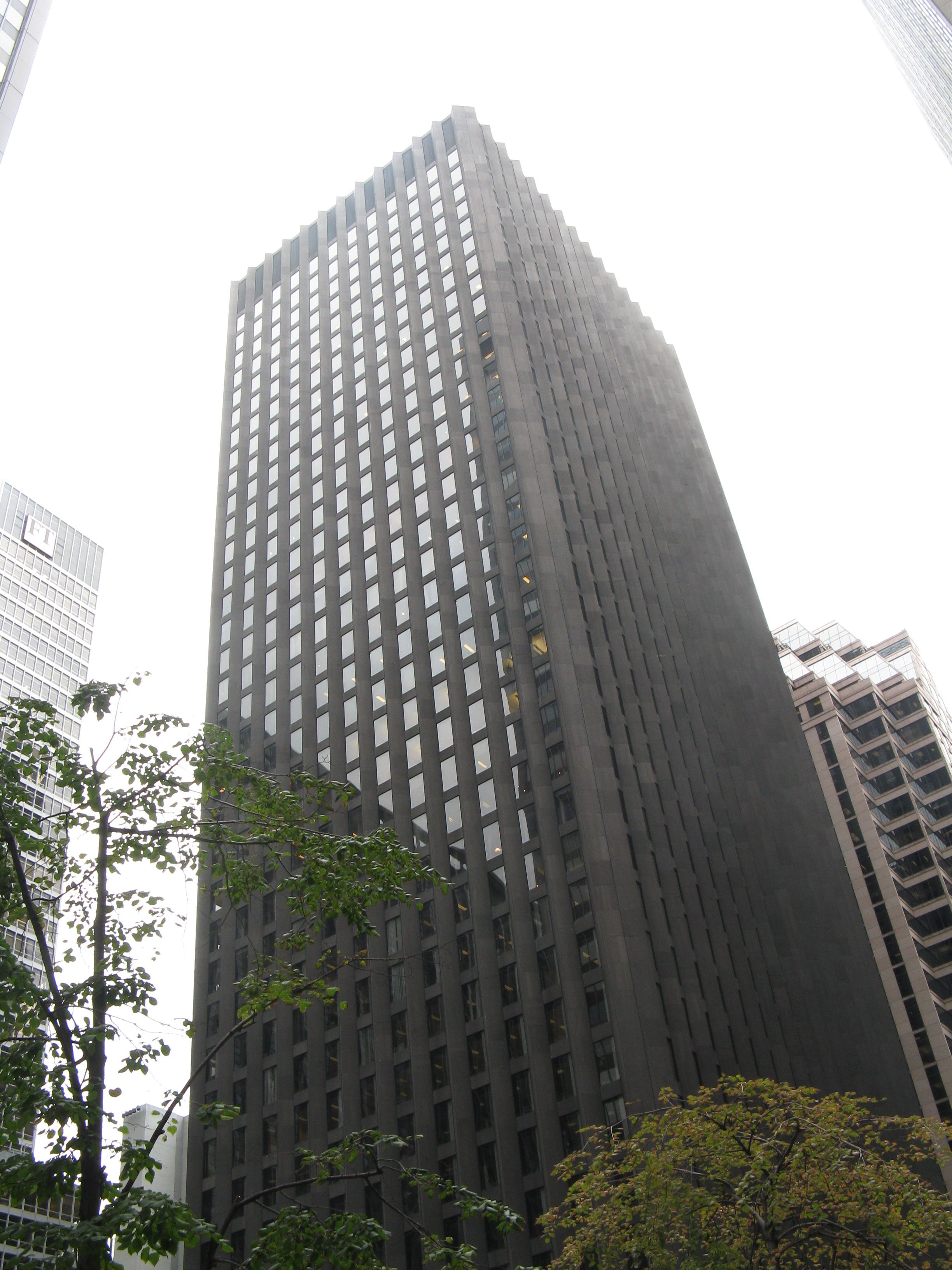
ساختمان سی‌بی‌اس، دفتر مرکزی شرکت سی‌بی‌اس در نیویورک

شرکت سی‌بی‌اس (به انگلیسی: CBS Corporation) شرکت رسانه‌ای آمریکایی است، که تمرکز اصلی آن بر تولیدات تلویزیونی، رادیویی و فیلم‌های سینمایی، تبلیغات، چاپ نشریات، معطوف می‌باشد.
ریشه‌های تأسیس این شرکت به سال ۱۹۷۱ و تشکیل شرکت ویاکام بازمی‌گردد. فرم کنونی شرکت سی‌بی‌اس حاصل ادغام شرکت‌های وستینگهاوس و ویاکام در ژانویه ۲۰۰۶ می‌باشد. دفتر مرکزی این شرکت در ساختمان سی‌بی‌اس، در منهتن، شهر نیویورک قرار دارد.